# Litoria congenita
Espèce
Synonymes
- Hyla congenita Peters & Doria, 1878
- Hyla macgregori Ogilby, 1890

Statut de conservation UICN

 LC  : Préoccupation mineure
Litoria congenita est une espèce d'amphibiens de la famille des Pelodryadidae.

## Répartition
Cette espèce se rencontre du niveau de la mer à 50 m d'altitude, :
- en Nouvelle-Guinée méridionale :
  - en Papouasie-Nouvelle-Guinée, dans le sud de la province ouest et une population isolée à Port Moresby ;
  - en Indonésie dans la province de Papouasie dans le sud du Kabupaten de Merauke ;
- dans les îles Aru.

## Publication originale
- Peters & Doria, 1878 : Catalogo dei rettili e dei batraci raccolti da O. Beccari, L. M. d'Albertis e A. A. Bruijn nella sotto-regione Austro-Malese. Annali del Museo Civico di Storia Naturale di Genova, sér. 1, vol. 13, p. 323-450 (texte intégral).